# Калишка епархия
Калишката епархия (на полски: Diecezja kaliska; на латински: Dioecesis Calissiensis) е административно-териториална единица на католическата църква в Полша, западен обред. Суфраганна епископия на Познанската митрополия. Установена на 25 март 1992 година с булата „Totus Tuus Poloniae Populus“ на папа Йоан-Павел II. Заема площ от 10 800 км2 и има 725 500 верни. Седалище на епископа е град Калиш.

## Деканати
В състава на епархията влизат тридесет и три деканата.
| - Блашковски деканат - Болеславецки деканат - Бралински деканат - Верушовски деканат - Волчински деканат - Грабовски деканат - Гуховски деканат - Добжицки деканат - Жерковски деканат - Здуновски деканат - Злочевски деканат | - I Калиски деканат - II Калиски деканат - Кемпински деканат - Кожминковски деканат - Кожмински деканат - Кротошински деканат - Лютутовски деканат - Микстацки деканат - Одоляновски деканат - Олобоцки деканат - Опатувецки деканат | - I Островски деканат - II Островски деканат - Остшешовски деканат - Плешевски деканат - Рашковски деканат - Сицовски деканат - Ставишински деканат - Твардогурски деканат - Тшчиницки деканат - Чермински деканат - Ярочински деканат |